# Cobi Jones
Cobi N'Gai Jones (født 16. juni 1970 i Detroit, Michigan, USA) er en tidligere amerikansk fodboldspiller (midtbane). Med 164 kampe er han indehaver af landskampsrekorden for USA's landshold.

## Karriere
Jones spillede college-fodbold hos University of California i Los Angeles. I 1994, efter at have vist sig selv frem under VM på hjemmebane, skrev han kontrakt med den engelske Premier League-klub Coventry City F.C. Her spillede han en enkelt sæson, inden han skiftede til Vasco da Gama i Brasilien.
Efter et år hos Vasco vendte Jones tilbage til USA, hvor han de følgende 12 sæsoner spillede for Los Angeles Galaxy i Major League Soccer. Her var han en bærende kraft på holdet, der i både 2002 og 2005 vandt mesterskabet. Da Jones i 2007 annoncerede sit karrierestop meddelte Galaxy, at der som hyldest til Jones fremover ikke ville være andre spillere, der skulle bære hans rygnummer, 13. Det var første, og hidtil eneste gang i Galaxys historie at et rygnummer er blevet trukket tilbage.
I 1998 skaffede Jones' præstationer ham titlen som Årets fodboldspiller i USA.

### Landshold
Jones spillede mellem 1992 og 2004 intet mindre end 164 kampe for USA's landshold, hvilket giver ham nationens landskampsrekord. Han scorede 15 mål i landsholdstrøjen, og var med amerikanerne til hele tre VM-slutrunder, i henholdsvis 1994, 1998 og 2002. Størst succes opnåede amerikanerne ved 2002-slutrunden, hvor man nåede helt frem til kvartfinalerne. Han deltog også ved Confederations Cup i både 1992 og 1999, ligesom han var en del af det amerikanske OL-landshold ved OL i 1992 i Barcelona.

## Trænerkarriere
Jones blev i november 2007 udnævnt til assisterende træner i sin gamle klub Los Angeles Galaxy, hvis cheftræner var den hollandske landsholdlegende Ruud Gullit. Da Gullit trak sig tilbage fra posten i august 2008 fungerede Jones som klubbens cheftræner frem til ansættelsen af den tidligere amerikanske landstræner Bruce Arena.